# チリの国章
チリの国章（チリのこくしょう）は、1834年から続き、イギリス人の芸術家チャールズ・ウッド・テイラーによりデザインされた。均等に二つに分けられた象徴的な背景からなり、上部は青で、下部は赤である。盾の中心に五角の白星がある。背景は片方を、アンデスで最も重要な猛鳥コンドルによって支えられ、もう片方を、チリ領内で最も独特かつ稀少な哺乳類、ウエムルによって支えられている。二匹の動物は頭上に、太平洋でチリ海軍が為した英雄的行動を象徴する海軍の黄金の冠を被っている。
盾は三つの羽冠のクレストを上におき、それぞれの羽は青、白、赤である。このクレストは以前の共和国大統領が帽子を被りがちだったことの栄誉のシンボルだった。
盾と精巧な台座の下部には、白い帯には "Por la Razón o la Fuerza" （「理性によって、または力によって」）と記されている。
このエンブレムは多様な事情と了解からなる一連のバリエーションの最後のものである。

## 第一の盾

第一のチリの盾

第一の盾はホセ・ミゲル・カレーラ大統領の政権で1812年に制定された。中央に円柱の自由の木が描かれた楕円の上にデザインされた。この円柱の頂上は地球儀であり、地球儀の上には槍と椰子の葉が交差し、その二つの上に星があった。
円柱の両側に立っていたのはインディヘナの女性と男性だった。上部には全てラテン語で"Post Tenebras Lux" (「闇の後には光なり)と、下部には, "Aut Consilio Aut Ense" （議会によって、または剣によって）と書いてある。
1817年にこの国章を基にした二つの新しい盾が持ち上がったが、長続きしなかった。

## 過渡期の盾

第二のチリの盾

二年後の1819年9月23日、盾の新しい計画がチリ元老院から認可された。ダーク・ブルーの背景に、白いまだらの台座の上に聳える円柱があった。この円柱の頂上には、新しいアメリカの世界が「自由」の文字と共にあった。このサインの上に五角星はあり、サンティアゴ州を表している。円柱の側面の二つの良く似た星は、コンセプシオンとコキンボを表している。
この単純な結合は先端をトリコロールのリボンで結んだ二つの小さな月桂樹の枝に囲まれており、この国家の軍隊の絶対的な命令、騎兵、歩兵、竜騎兵、砲兵、擲弾兵を描いている。